# 4422 Жарр
4422 Жарр (4422 Jarre) — астероїд головного поясу, відкритий 17 жовтня 1942 року.
Тіссеранів параметр щодо Юпітера — 3,611.